# Oliver (chanson)
Pour les articles homonymes, voir Oliver.
Chansons représentant la Norvège au Concours Eurovision de la chanson
Mil etter mil
(1978) Sámiid ædnan
(1980)
Oliver est la chanson représentant la Norvège au Concours Eurovision de la chanson 1979. Elle est interprétée par Anita Skorgan.

## Eurovision
Anita Skorgan représente la Norvège au Concours Eurovision de la chanson trois fois. La première fois, en 1977, la chanson Casanova lui permet d'atteindre la 14e place avec 18 points.
En 1979, elle remporte le Melodi Grand Prix et représente pour la deuxième fois la Norvège. Elle est la première artiste norvégienne à présenter sa propre création.
La chanson est la seizième de la soirée, suivant Satellit interprétée par Ted Gärdestad pour la Suède et précédant Mary Ann interprétée par Black Lace pour le Royaume-Uni.
À la fin des votes, elle obtient 57 points et finit à la 11e place sur dix-neuf participants.
La chanson sortira aussi en anglais et en suédois sous le même titre, en allemand Tanz Mit Mir et en français Il faut danser la vie. 
Anita Skorgan sera de nouveau la représentante de la Norvège au Concours Eurovision de la chanson 1982 en duo avec Jahn Teigen sur la chanson Adieu. Ils terminent à la 12e place avec 40 points.

### Points attribués
| 12 points | 10 points | 8 points             | 7 points            | 6 points             |
| --------- | --------- | -------------------- | ------------------- | -------------------- |
|           | - Suède   | - Belgique - Irlande | - Royaume-Uni       | - Monaco             |
| 5 points  | 4 points  | 3 points             | 2 points            | 1 point              |
|           |           | - Italie - Portugal  | - Israël - Pays-Bas | - Autriche - Espagne |